# 嚢胞性腎疾患
嚢胞性腎疾患（のうほうせいじんしっかん、英: cystic kidney disease）とは嚢胞性の腎疾患の一群の総称である。多くの症候群からなるが多発性嚢胞腎(en:Polycystic kidney disease)としては常染色体優性多発性嚢胞腎（ADPKD）、常染色体劣性遺伝をする多発性腎嚢胞（ARPKD）に分類される。ARPKDは小児の稀な疾患である。その他の疾患としては結節性硬化症、von Hippel-Lindau病などの先天性疾患や単純性腎嚢胞、多嚢胞化腎萎縮、髄質性海綿腎(en:Medullary sponge kidney)などがあげられる。

## 常染色体優性多発性嚢胞腎 （ADPDK）
遺伝子異常としてはPKD1（85%）、PFD2(15%)が知られている。腎嚢胞自体の症状としては腎腫大による圧迫や出血による血腫による圧迫による疼痛、予後不良因子にもなる蛋白尿、尿細管機能異常、嚢胞感染（腎盂腎炎に至り、場合によっては敗血症になる）があげられる。その他の症状としてはRA系の亢進による高血圧、肝臓。膵臓、卵巣、甲状腺に多発する腎外膿疱、弁膜症（ほとんど逆流）、脳動脈瘤、大腸憩室が知られている。疾患自体は腎機能障害が進行し、60歳までに終末期腎不全に移行する。脳動脈瘤による脳内出血、クモ膜下出血が起こると人工透析が必要にもかかわらず重度のADL障害となるため注意が必要である。そのたのMRAによる動脈瘤の検索は定期的に行われる。脳動脈瘤の発生頻度は5～20％と言われている。合併症としては尿路閉塞、嚢胞感染、嚢胞内出血、腎細胞癌の合併、破裂といったものが知られている。
注意すべき項目としては多発腎嚢胞との鑑別である。診断基準が存在し常染色体優性多発性嚢胞腎診療ガイドライン（第２版）によると家族歴がある場合は超音波検査で両側にそれぞれ3個以上の腎嚢胞が認められること、CTでは両側に腎嚢胞が5個以上認められることであり、家族歴がない場合は、多発性単純性腎嚢胞、尿細管性アシドーシス、嚢胞性異形成腎、多房性腎嚢胞、多胞性腎嚢胞、髄質腎嚢胞、後天性萎縮性腎嚢胞を除外したうえで、CT、エコーで腎嚢胞の数を数えて診断する。15歳以下ならば両側それぞれ3個以上16歳以上ならば両側それぞれ5個以上である
遺伝子異常としてはPKD1（85%）、PFD2(15%)が知られている。腎嚢胞自体の症状としては腎腫大による圧迫や出血による血腫による圧迫による疼痛、予後不良因子にもなる蛋白尿、尿細管機能異常、嚢胞感染（腎盂腎炎に至り、ばあいによっては敗血症になる）があげられる。その他の症状としてはRA系の亢進による高血圧、肝臓。膵臓、卵巣、甲状腺に多発する腎外嚢胞、弁膜症（ほとんど逆流）、脳動脈瘤、大腸憩室が知られている。疾患自体は腎機能障害が進行し、60歳までに終末期腎不全に移行する。
死因は他の透析患者と同様の心不全も多いがその他のCKD患者と比べて脳血管障害による死亡が多い。
脳動脈瘤の発生頻度は10～30％と言われている。そのためMRAによる動脈瘤の検索は定期的に行われる。30代のころより小さな動脈瘤が認められるようになり50代になると長径5mm程度にもかかわらず破裂し、クモ膜下出血を引き起こすとされている。脳動脈瘤一般的な話であるが、破裂の危険因子は不明であり（喫煙、高血圧、飲酒はクモ膜下出血のリスクである）、抗血小板薬の投与は破裂を誘発せず、高血圧の程度がクモ膜下出血後の重症度に相関すると考えられている。多発性嚢胞腎の脳血管障害としては上記の脳動脈瘤が有名であるが直接死因としては脳内出血の方が多い。これはコラーゲンやエラスチンの異常にて血管壁が脆弱な上にCKDの進行で高血圧が進行するためと考えられている。透析が必要な状態で脳内出血がおこりさらにADLが低下すると通院維持透析も難しくなることもあるため予防が非常に重要視されている

## 常染色体劣性多発性嚢胞腎 （ARPDK）
新生児にみられ羊水過少による肺低形成などを伴いポッター症候群のⅠ型に分類される。集合管由来の2mm以内の微細な嚢胞が放射線状に多発する病態である。

## 多嚢胞性腎萎縮（後天性多発嚢胞腎　ACDK）
多嚢胞性腎萎縮（ADCK）は腎不全に進行した後に嚢胞が両側腎に発生した病態である。嚢胞腎以外の疾患で腎不全への進展以降に腎嚢胞の形成が認められた場合はこの疾患を疑う。3年以上経過した透析患者の75%に認められる。高率に腎細胞癌の合併を認める。尿細管萎縮、嚢胞の形成、嚢胞上皮細胞の繊維化、癌化といった多段階プロセスをとる。腎移植によって嚢胞は退縮するが腎細胞癌抑制効果は明らかではない。嚢胞の感染や出血がない限り臨床的には無症候である。